# 陳大輦
陳大輦（？—1724年），字子京，湖北江夏人，清朝政治人物。

## 生平
康熙四十五年（1706年），陳大輦考中進士，歷任廣西永安州知州，遷福建鹽運分司。康熙六十年（1721年）朱一貴民變期間，他在福建督造運兵小船，使福建兵力迅速前往臺灣，協助清軍平亂。翌年，因此戰功升分巡臺廈道。雍正二年（1724年）因勞卒於任內。

## 外部連結
- 陳大輦 （页面存档备份，存于） 臺灣記憶

| 官衔        | 官衔                                             | 官衔          |
| ----------- | ------------------------------------------------ | ------------- |
| 前任： 李肅 | 汀州府知府 康熙五十七－五十九年 （1718－1720年） | 繼任： 李鋐   |
| 前任： 陶範 | 福建分巡台灣廈門道 1722年上任                    | 繼任： 吳昌祚 |